# かなくぼ総合体育館
かなくぼ総合体育館（かなくぼそうごうたいいくかん）は、茨城県結城市にある屋内スポーツ施設である。結城市鹿窪（かなくぼ）運動公園内に所在している。

## 概要
1997年6月に竣工。2006年4月より指定管理者として、財団法人結城市文化・スポーツ振興事業団が管理運営に当たっており、2009年度の利用者数は10万人を超える。
2011年3月に発生した東日本大震災により被災し、復旧工事のために同年11月1日まで閉館した。

## 施設
- アリーナ
  - 面積 - 1,665m2（37m×45m）
  - 利用可能数 - バレーボール 3面、バスケットボール 2面、バドミントン 8面、卓球 30台など
  - 観客席数 - 2階固定席 520人、1階可動席 560人 計1,080人
- トレーニング室
- 会議室
- 第2体育館アリーナ（別館）
  - 面積 - 750m2
  - 利用可能数 - バレーボール 2面、バスケットボール 1面、バドミントン 3面など
- 武道館（別館） - 柔道（96畳）
- 駐車場 - 鹿窪運動公園全体で525台

## 主な大会・イベント
- 日立Astemoリヴァーレのホームゲームとして、Vリーグの公式戦が行われている。
- プロボクシング興行にも使用されることがある。

## 関連施設
結城市鹿窪運動公園内の屋外施設は次の通りである。
- 野球場
- テニスコート
- 相撲場
- 多目的運動場（陸上競技、サッカーなどに利用可能）
- ゲートボール場
- サブグラウンド（フットサルなど）
- ニュースポーツ広場
- 水のふれあい広場

## 交通アクセス
- JR水戸線結城駅 徒歩約30分（約3km）またはタクシー5分[4]。